# Бернар Арно
Берна́р Арно́ (на френски: Bernard Arnault; род. 5 март 1949 г.) е френски бизнесмен, президент на групата компании Louis Vuitton Moët Hennessy. Един от най-богатите хора на планетата. През април 2018 г. става най-богатият европеец със състояние от 81 млрд. евро.; през ноември 2019 със състояние от 107 млрд евро според световния рейтинг на Bloomberg Billionaires Index заема второ място.. На 16 декември 2019 г. за кратко става най-богатия човек.
 Велик офицер на ордена на Почетния легион от 14.07.2011 г.